# 沙菲·烏拉
沙菲·乌拉（羅馬化：Shafi Ullah），巴基斯坦政治人物，自2018年8月起担任开伯尔-普赫图赫瓦省議會的议员。曾担任該省首席部长的特别助理，負責監獄系統。

## 政治生涯
在2018年巴基斯坦大選中，作为PK-15选区巴基斯坦正义运动党候选人进入开伯尔-普赫图赫瓦省议会。